# Heratinger Seebach
Der Heratinger Seebach, oft auch nur Seebach genannt, ist ein Bach im Bezirk Braunau am Inn im Innviertel in Oberösterreich. Er ist ein rechter Nebenfluss der Moosach, kann aber auch als einer ihrer Quellflüsse angesehen werden.

## Geographie

### Verlauf
Der Heratinger Seebach entspringt bei Emmersberg in der Gemeinde Geretsberg und fließt zu Beginn in westlicher Richtung. Kurz nach seiner Quelle nimmt er von rechts einen kleinen Entwässerungsgraben auf, bevor er seine Laufrichtung auf Süden ändert. Bei Dorfibm in der Gemeinde Franking wendet sich der Bach dann nochmals in einem Bogen nach Osten und mündet an dessen Westende in den Heratinger See ein.
Ab dem Wiederausfluss an dessen Südufer läuft er dann schnurgerade nach Süden, wobei er erst von links zwei Entwässerungsgräben aufnimmt und kurz darauf von rechts einen weiteren. Der Bach fließt dort in einer typischen Moorlandschaft und nimmt von rechts sieben weitere kurze Entwässerungsgräben auf. Südwestlich von Ibm, das zur Gemeinde Eggelsberg gehört, vereinigt er sich mit dem vom Seeleitensee her kommenden Leitenseekanal, der auch als Oberlauf der Moosach angesehen werden kann. Ab der Vereinigung dieser beiden Gewässer führt der entstandene Fluss dann definitiv den Namen Moosach. 
Der Heratinger Seebach ist, wie der im Folgenden geradlinige Verlauf zeigt, ab dem Ausfluss aus dem Heratinger See reguliert.

### Einzugsgebiet
Südwestlich entspringt der Frankinger Bach, der ebenfalls in die Moosach mündet. Östlich fließen der Ibmerbach und der Wannersdorfer Bach, welche über den Seeleitensee auch zur Moosach entwässern.

### Zuflüsse
- Entwässerungsgraben A (rechts), westlich von Emmersberg
- Entwässerungsgraben B (links), östlich von Dorfibm
- Entwässerungsgraben C (links), östlich von Dorfibm
- Entwässerungsgraben D (rechts), östlich von Dorfibm
- Entwässerungsgraben E (rechts), südwestlich von Ibm
- Entwässerungsgraben F (rechts), südwestlich von Ibm
- Entwässerungsgraben G (rechts), südwestlich von Ibm
- Entwässerungsgraben H (rechts), südwestlich von Ibm
- Entwässerungsgraben I (rechts), südwestlich von Ibm
- Entwässerungsgraben J (rechts), südwestlich von Ibm
- Entwässerungsgraben K (rechts), südwestlich von Ibm